# 賽義德·布爾漢
賽義德·布爾漢（1624年—1680年），1627年至1679年在位的卡西姆汗國可汗，前卡西姆汗阿爾斯蘭·阿里與法蒂瑪蘇丹的兒子，他的父親去世後，他被加冕為卡西姆汗。
因他三歲即位，由母親和外祖父阿迦·穆罕默德·沙阿·庫里·賽義德攝政。他在位期間汗國完全置於莫斯科控制下，俄羅斯當局強制推廣基督教。1679年，賽義德·布爾漢退位，並接受了洗禮，改名瓦西里，一年後去世。由其母法蒂瑪蘇丹接掌其權力。